# Bac Lieu (cidade)
Bac Lieu (em vietnamita: Bac Liêu) é uma cidade no Vietname e capital da província de Bac Lieu. A cidade está localizada no na região do Delta do Rio Mekong, no sul do Vietnã. É uma cidade de médio porte, com uma população de aproximadamente 150.000 habitantes. O antigo nome da cidade era Vinh Loi.